# Gógán
Gógán (románul: Gogan, németül: Gogeschdorf) falu Romániában Maros megyében. Közigazgatásilag Bonyhához tartozik.

## Fekvése
Dicsőszentmártontól 18 km-re keletre a Kundi-patak mellett fekszik, az idők folyamán Gógánváralja faluval olvadt össze.

## Története
A falu melletti hegyen állt egykor Újvár, melyet 1347-ben említenek először. A várat valószínűleg Kán László erdélyi vajda építtette 1332 körül, ezután királyi várként az erdélyi vajdához tartozott. 1392-ben a losonci Dezsőfieké, akik 1405-ben adományul is megkapták. 1492-ben az örökös nélkül elhunyt Losonczi Dezsőfi László után a várat és a hozzá tartozó birtokokat a Báthoryak kapták meg, 1503-ban pedig Bethlen Miklós tulajdonába került. A vár valószínűleg a 15. század középén pusztult el, nyoma sem maradt. A falut 1332-ben Chuchan néven említik először. 1910-ben 413, többségben magyar lakosa volt, jelentős román kisebbséggel. A trianoni békeszerződésig Kis-Küküllő vármegye Erzsébetvárosi járásához tartozott. 1992-ben 724 lakosából 519 magyar, 203 román, 1 cigány, 1 szász volt.

## Nevezetességei
- A falu református temploma 13. századi eredetű, később gótikus stílusban átépítették. Mennyezetfestménye – rajta Bethlen Miklós kígyós címerével – valószínűleg 1503–1520 között készült.

## Híres emberek
- Itt született 1885-ben Gaál Sándor magyar fizikus, a ciklotron elvének megalkotója.